# Église de l'Intercession-de-la-Mère-de-Dieu de Harbin
Pour les articles homonymes, voir Église de l'Intercession-de-la-Mère-de-Dieu.
L'Église de l'Intercession-de-la-Mère-de-Dieu de Harbin (en chinois : 哈尔滨圣母帡幪教堂 ; pinyin : Hā'ěrbīn shèngmǔ píngméng jiàotáng ; en russe : Церковь Покрова в Харбине / Tserkov' Pokrova v Xarbine) est une église chrétienne orthodoxe orientale à Harbin, capitale de la province du Heilongjiang, au Nord-Est de la Chine.

## Histoire
Sa construction débute en 1902, à la fin du règne de la dynastie Qing.
En 1985, se termine sa restauration, suivie de son ouverture.
En 2015, le Pope Alexandre Yu Shi est rentré de Russie et arrivé à l'église, l'église est rouverte au public.